# 魏晓奎
魏晓奎（1969年1月—），中华人民共和国政治人物，中共党员，出生于江西省德安县。曾任中共江西省紀委副书记、省监察委员会副主任、中共抚州市委书记等职务。现任福建省人民政府副省长、党组成员。

## 生平
魏晓奎早年就读于华东政法学院，毕业后长期在江西省林业主管部门任职，先后担任省林业厅林政资源管理处科员、副主任科员、林业厅直属机关团委副书记、林业厅办公室秘书，政策法规处副处长，江西省木材检查管理总站站长、省木材流通监督管理局局长等职务，在林业部门任职期间，他还曾在北京林业大学深造，并获得农业推广硕士学位。
2010年10月，魏晓奎升任江西省工商行政管理局副局长，在此期间，他还挂职出任中共宜春市委常委、副市长，後离开南昌，出任宜春市委常委、秘书长，2018年，回到南昌出任中共江西省纪委常委、省监察委委员，2019年，升任江西省纪委副书记，随即兼任江西省监察委员会副主任，2022年当选为中共二十大代表，2023年3月，他接替已经升任副省长的夏文勇，出任中共抚州市委书记，2024年10月卸任，调福建省人民政府任职。
2024年11月28日，任福建省人民政府副省长，晋升副省级。